# Martin Špegelj

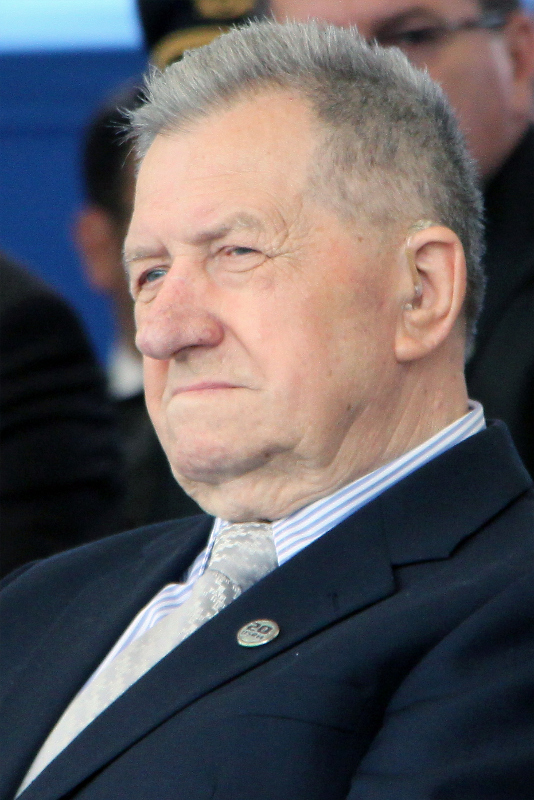
Martin Špegelj

Martin Špegelj (Stari Gradac bij Pitomača, 11 november 1927 – 11 mei 2014) was de tweede minister van defensie van Kroatië van 24 augustus 1990 tot 2 juli 1991 en bevelvoerder en inspecteur-generaal als generaal van het nieuw opgerichte Kroatische leger. In zijn jonge jaren was hij militair in de Tweede Wereldoorlog.
Hij sprak al over het bewapenen van de Kroaten voor de afscheiding van Kroatië van Joegoslavië, via de ophanden zijnde Kroatische Onafhankelijkheidsoorlog. Dit werd bekend naar aanleiding van de Špegeljtapes. Dit waren audio- en video-opnames van de gesprekken van Špegelj met zijn vrienden die in het geheim werden opgenomen door de inlichtingendienst van het Joegoslavisch leger, de Kontraobaveštajna služba (KOS), die uiteindelijk in handen kwamen van het Joegoslavië-tribunaal. Zijn inzet om het leger te organiseren en vanaf de grond toe uit te rusten werden bepalend in het eerste jaar van de burgeroorlog.
Deels vanwege meningsverschillen met president Franjo Tuđman trad hij terug als minister van defensie nadat de oorlog stil was komen te liggen met een permanent stopt-het-vuren in 1991. Zijn voorganger was Petar Kriste en zijn opvolger Šime Đodan.
Sloveense Oorlog (1991) · Kroatische Oorlog (1991-95) · Bosnische Burgeroorlog (1992-95) · Kroatisch-Bosniakse Oorlog (1992-94) · Kosovo-oorlog (1998-99) · Operatie Allied Force (1999) · Conflict in de Preševo-vallei (2001) · Macedonisch conflict (2001)
- Bibsys: 2078164
- Gemeinsame Normdatei: 123395984
- International Standard Name Identifier: 0000 0001 0467 7068
- Library of Congress Control Number: no95038465
- Système universitaire de documentation: 059834374
- Virtual International Authority File: 79480569
- WorldCat: E39PBJkXvb3CV7btHXDCkmpHG3